# PKP-Baureihe SP45
Die Lokomotiven der Baureihe SP45 der Polnischen Staatsbahnen (PKP) waren Diesellokomotiven für die Beförderung von Personenzügen und Schnellzügen. Ein Teil der Baureihe wurde zur Baureihe SU45 umgebaut. Die CEL beschaffte drei baugleiche Lokomotiven.

## Baureihe SP45
1967 wurde bei Cegielski in Posen der erste Prototyp einer neuen Baureihe dieselelektrischer Lokomotiven in der Leistungsklasse unterhalb der Baureihen ST43 und ST44 fertiggestellt. Er erhielt die Typenbezeichnung 301D und die Bezeichnung SU45-001 (später in SP45-001 geändert), wurde aber von den PKP nicht übernommen.
Ein weiterer Prototyp mit der Bezeichnung 301Da, der Nummer SP45-002 und einer Länge über Puffer von 18,99 Metern gegenüber 19,24 Metern beim Prototyp 301D wurde 1968 gefertigt und als SP45-500 von den PKP übernommen.
1970 begann die Serienfertigung der Baureihe SP45 unter der Typenbezeichnung 301Db. Die Nummern SP45-001 und -002 wurden erneut vergeben, bis 1976 wurden insgesamt 265 Lokomotiven gebaut.
Aufgrund der eingebauten Dampfheizung, über die die vorrangig für den Güterverkehr vorgesehenen Baureihen ST43 und ST44 nicht verfügen, war die Baureihe SP45 in erster Linie für den Personen- und Schnellzugverkehr bestimmt.
Die Ausmusterung der Baureihe SP45 begann bereits 1975 nach Unfällen. Ab 1988 wurden 191 SP45 in SU45 umgebaut (siehe unten). Der Umbau endete 1998, die verbliebenen SP45 wurden bis 1999 ausgemustert.

## Baureihe SU45

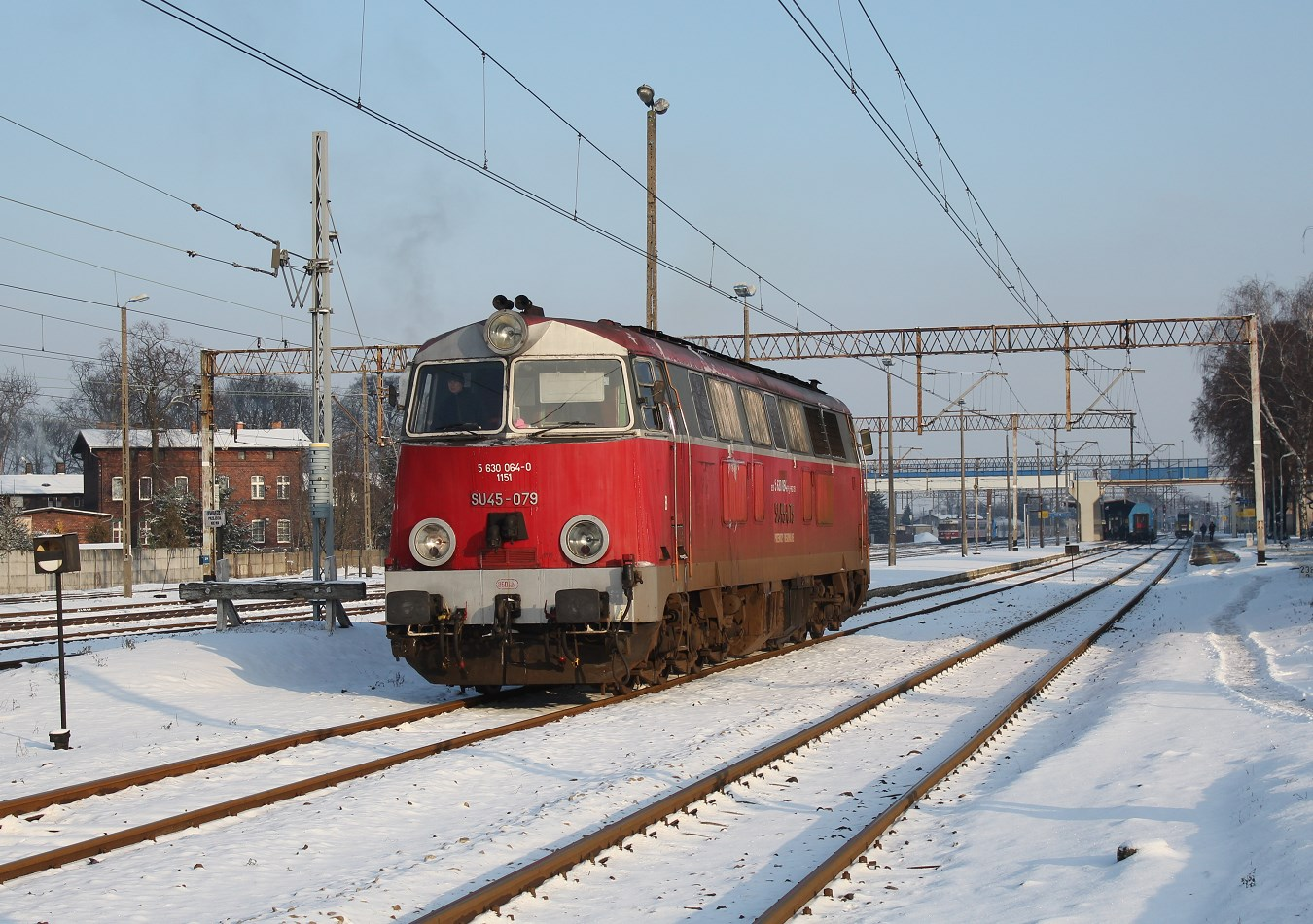
SU45-079 in Krzyż Wielkopolski (2017)

1988 wurde SP45-074 mit einer elektrischen Heizung ausgestattet. Ab 1989 begann der Serienumbau von weiteren 190 SP45. Die umgebauten Lokomotiven werden zur Unterscheidung als Baureihe SU45 bezeichnet. Mit SP45-061 wurde der Umbau am 30. September 1997 abgeschlossen.
2004 waren noch 166 SU45 im Bestand, Mitte 2008 waren noch etwa 70 Loks betriebsfähig sowie viele mit Fristablauf abgestellt. Die Universallokomotiven wurden nur ganz selten im Güterverkehr eingesetzt, Anfang 2008 waren die SU45 im ZT Poznań und Bydgoszcz regelmäßig vor Güterzügen zu beobachten (auf den Strecken Gniezno–Stawiany, Toruń–Chełmża, Toruń–Sierpc).
SU45-115 wurde 2016 an SKPL verkauft und wartet seitdem auf eine Untersuchung, 141 und 165 wurden an Unikol verkauft. Die SU45-079 war die letzte betriebsfähige Maschine. Sie  schied am 20. Januar 2017 mit einem Motorschaden aus. Nach einer Reparatur ist sie als Museumslokomotive bei dem Klub Sympatyków Kolei we Wrocławiu (Eisenbahnfreuden in Breslau; KSK) wieder in Betrieb. Im Sommer 2025 kommt sie gelegentlich vor den Zügen KD Retro zwischen Jelenia Góra und Karpacz zum Einsatz.

## Baureihe ST45
Seit 2009 wurden mindestens 18 Lokomotiven der Baureihe SU45 in eine neue Baureihe ST45 umgebaut. Diese erhielten einen 12-Zylinder-MTU-4000-Austauschmotor mit 1.500 kW und wurden PKP Cargo zugeteilt.
Eine Zugheizung ist nicht mehr vorhanden.

## CEL 1201 – 1203
Die Chemins de fer l’Etat Libanais (Libanesische Staatsbahn) bestellte 1974 bei HCP drei Lokomotiven der Bauart 301Dc. Diese war baugleich mit dem Typ 301Db und damit der Baureihe SP45 der PKP. Die Lokomotiven wurden unter den Bezeichnungen 301Dc 225L bis 227L erprobt und 1977 ausgeliefert. Nach Übernahme durch die CEL erhielten sie die Nummern 1201 bis 1203.